# Javna služba
Javna služba je družbi nujno potrebna dejavnost, preko katere se producirajo javne dobrine in storitve, ki jih v javnem interesu trajno in nemoteno zagotavlja državna oziroma lokalna skupnost, kadar in če jih ni mogoče zagotavljati na trgu, ter pri tem njen prvenstven cilj ni pridobivanje dobička. Javne službe delimo na gospodarske in negospodarske. V državni ali lokalni skupnosti se mora zagotoviti javni interes, kot je čista voda in vzdrževanje temeljnih materialnih pogojev življenja (izobraževanje, ravnanje z odpadki,...).